# コール・ミラー
コール・ミラー（Cole Miller、1984年4月26日 - ）は、アメリカ合衆国の男性総合格闘家。ジョージア州オーガスタ出身。アメリカン・トップチーム所属。
ポルトガル語で「痩せっぽち」を意味する「マグリーニョ」の愛称で呼ばれる。
総合格闘家のミカ・ミラーは実弟。

## 来歴
2006年7月21日、修斗で世界ライト級王者のリオン武と対戦し、判定負け。

### TUF
2007年、リアリティ番組「The Ultimate Fighter」のシーズン5にジェンス・パルヴァー率いるチーム・パルヴァーの選手として参加。エピソード1のトーナメント1回戦ではアレン・ベルーブを三角絞めで下すも、エピソード8の1回戦でジョー・ローゾンにTKOで敗れ、シーズンから脱落した。6月23日のフィナーレではアンディ・ウォンに左ハイキックからのパウンドでTKO勝ちを収め、UFC公式戦白星デビューを果たすとともにノックアウト・オブ・ザ・ナイトを受賞した。

### UFC
2007年9月19日、UFC Fight Night: Thomas vs. Florianでレオナルド・ガルシアと対戦し、判定勝ち。
2008年1月23日、UFC Fight Night: Swick vs. Burkmanでジェレミー・スティーブンスと対戦し、TKO負けを喫した。
2008年7月5日、UFC 86でジョルジ・グージェウと対戦し、三角絞めで一本勝ち。サブミッション・オブ・ザ・ナイトを受賞した。
2009年4月1日、UFC Fight Night: Condit vs. Kampmannでジュニー・ブラウニングと対戦し、ギロチンチョークで一本勝ちを収めた。9月19日、UFC 103でエフレイン・エスクデロと対戦し、パウンドでTKO負けを喫した。
2010年1月2日、UFC 108でダン・ローゾンと対戦し、横三角絞めの体勢からのチキンウィングアームロックで一本勝ち。サブミッション・オブ・ザ・ナイトを受賞した。
2010年3月31日、UFC Fight Night: Florian vs. Gomiでアンドレ・ウィナーと対戦予定だったが負傷により欠場したため、ハファエロ・オリヴェイラが代わりに出場した。
2010年9月15日、UFC Fight Night: Marquardt vs. Palharesでロス・ピアソンと対戦し、チョークスリーパーで一本勝ち。サブミッション・オブ・ザ・ナイトを受賞した。
2011年1月22日、UFC: Fight for the Troops 2でマット・ワイマンと対戦し、0-3の判定負けを喫した。
2011年8月14日、UFC Live: Hardy vs. LytleでTJ・オブライエンと対戦し、ギロチンチョークで一本勝ち。
2012年3月3日、フェザー級転向初戦となったUFC on FX 2でスティーブン・サイラーと対戦し、判定負け。
2012年8月4日、UFC on FOX 4でナム・ファンと対戦し、1-2の判定負け。
2014年1月15日、UFC Fight Night: Rockhold vs. Philippouでサム・シシリアと対戦し、リアネイキドチョークで一本勝ち。サブミッション・オブ・ザ・ナイトを受賞した。
2015年2月14日、UFC Fight Night: Henderson vs. Thatchでフェザー級ランキング13位のマックス・ホロウェイと対戦し、判定負け。

## 戦績
| 総合格闘技 戦績 | 総合格闘技 戦績 | 総合格闘技 戦績 | 総合格闘技 戦績 | 総合格闘技 戦績 | 総合格闘技 戦績 | 総合格闘技 戦績 |
| --------------- | --------------- | --------------- | --------------- | --------------- | --------------- | --------------- |
| 33 試合         | (T)KO           | 一本            | 判定            | その他          | 引き分け        | 無効試合        |
| 21 勝           | 3               | 15              | 3               | 0               | 0               | 1               |
| 11 敗           | 2               | 0               | 9               | 0               | 0               | 1               |

| 勝敗 | 対戦相手                   | 試合結果                             | 大会名                                  | 開催年月日     |
| ×    | 廣田瑞人                   | 5分3R終了 判定0-3                    | UFC on FOX 22: VanZant vs. Waterson     | 2016年12月17日 |
| ×    | アレックス・カサレス       | 5分3R終了 判定0-3                    | UFC 199: Rockhold vs. Bisping 2         | 2016年6月4日   |
| －   | ジム・アラーズ             | 2R 1:44 ノーコンテスト（アイポーク） | UFC on FOX 17: dos Anjos vs. Cowboy 2   | 2015年12月19日 |
| ×    | マックス・ホロウェイ       | 5分3R終了 判定0-3                    | UFC Fight Night: Henderson vs. Thatch   | 2015年2月14日  |
| ○    | サム・シシリア             | 2R 1:54 リアネイキドチョーク         | UFC Fight Night: Rockhold vs. Philippou | 2014年1月15日  |
| ○    | アンディ・オーグル         | 5分3R終了 判定3-0                    | UFC Fight Night: Machida vs. Munoz      | 2013年10月26日 |
| ×    | マニー・ガンブリャン       | 5分3R終了 判定0-3                    | UFC Fight Night: Shogun vs. Sonnen      | 2013年8月17日  |
| ○    | バート・パラゼウスキー     | 1R 4:23 リアネイキドチョーク         | The Ultimate Fighter 17 Finale          | 2013年4月13日  |
| ×    | ナム・ファン               | 5分3R終了 判定1-2                    | UFC on FOX 4: Shogun vs. Vera           | 2012年8月4日   |
| ×    | スティーブン・サイラー     | 5分3R終了 判定0-3                    | UFC on FX 2: Alves vs. Kampmann         | 2012年3月3日   |
| ○    | TJ・オブライエン           | 2R 2:38 ギロチンチョーク             | UFC Live: Hardy vs. Lytle               | 2011年8月14日  |
| ×    | マット・ワイマン           | 5分3R終了 判定0-3                    | UFC: Fight for the Troops 2             | 2011年1月22日  |
| ○    | ロス・ピアソン             | 2R 1:49 チョークスリーパー           | UFC Fight Night: Marquardt vs. Palhares | 2010年9月15日  |
| ○    | ダン・ローゾン             | 1R 3:05 チキンウィングアームロック   | UFC 108: Evans vs. Silva                | 2010年1月2日   |
| ×    | エフレイン・エスクデロ     | 1R 3:36 TKO（右ストレート→パウンド） | UFC 103: Franklin vs. Belfort           | 2009年9月19日  |
| ○    | ジュニー・ブラウニング     | 1R 1:58 ギロチンチョーク             | UFC Fight Night: Condit vs. Kampmann    | 2009年4月1日   |
| ○    | ジョルジ・グージェウ       | 3R 4:48 三角絞め                     | UFC 86: Jackson vs. Griffin             | 2008年7月5日   |
| ×    | ジェレミー・スティーブンス | 2R 4:44 TKO（パウンド）              | UFC Fight Night: Swick vs. Burkman      | 2008年1月23日  |
| ○    | レオナルド・ガルシア       | 5分3R終了 判定3-0                    | UFC Fight Night: Thomas vs. Florian     | 2007年9月19日  |
| ○    | アンディ・ウォン           | 1R 1:10 TKO（左ハイキック→パウンド） | The Ultimate Fighter 5 Finale           | 2007年6月23日  |
| ○    | ジョシュ・ソーダー         | 5分3R終了 判定2-1                    | LOF 10: Unbreakable                     | 2006年11月3日  |
| ○    | ジョシュ・ストローン       | 1R 2:21 腕ひしぎ十字固め             | Absolute Fighting Championships 19      | 2006年10月21日 |
| ×    | リオン武                   | 5分3R終了 判定0-3                    | 修斗                                    | 2006年7月21日  |
| ○    | ソール・ミッチェル         | 1R 3:19 三角絞め                     | Diesel Fighting Championships 1         | 2006年6月30日  |
| ○    | ジョー・ジャーメイン       | 1R 0:36 ギロチンチョーク             | Full Throttle 7                         | 2006年6月10日  |
| ○    | ビンス・リバルディ         | 1R 0:16 ギロチンチョーク             | International Freestyle Fighting 1      | 2006年5月6日   |
| ○    | ドゥエイン・シェルトン     | 3R 3:48 チョークスリーパー           | CSC: River City Rumble                  | 2006年2月18日  |
| ○    | ジャーレット・ベックス     | 1R 1:01 ギロチンチョーク             | Full Throttle 6                         | 2006年2月11日  |
| ○    | デビッド・ラブ             | 1R 1:26 TKO                          | North American Combat Challenge 2       | 2005年12月17日 |
| ×    | ジョシュ・オドム           | 5分3R終了 判定0-2                    | Full Throttle 5                         | 2005年11月4日  |
| ○    | ティム・ハニーカット       | 1R 0:23 KO                           | Full Throttle 4                         | 2005年9月9日   |
| ○    | クリス・ミッケル           | 3R 1:39 三角絞め                     | Full Throttle 3                         | 2005年7月15日  |
| ○    | ハリス・ノーウッド         | 1R 3:14 三角絞め                     | Full Throttle 2                         | 2005年6月3日   |

## 表彰
- ブラジリアン柔術 黒帯
- UFC ノックアウト・オブ・ザ・ナイト（1回）
- UFC サブミッション・オブ・ザ・ナイト（4回）